# Regenstauf
Regenstauf est une commune de Bavière (Allemagne), située dans l'arrondissement de Ratisbonne, dans le district du Haut-Palatinat.